# Quem És Tu?
Quem És Tu? è un film del 2001 diretto da João Botelho.